# Flughafen Peterborough

i7
i11
i13
Der Peterborough Airport gehört der Stadt Peterborough. Er liegt in der Provinz Ontario in Kanada. Es ist die längste befestigte Start- und Landebahn zwischen Ottawa und Toronto.

## Lage
Der Flughafen liegt 9 Kilometer südwestlich von Peterborough.

## Einrichtung und wirtschaftliche Entwicklung
Es ist ein „Full Service“ Flughafen. Es gibt die Möglichkeit für sämtliche Servicearbeiten bis hin zur Motorüberholung. 

## Fluggesellschaften
Der Flughafen wird in erster Linie von Privat- und Geschäftsflugzeugen angeflogen. Er dient auch als regionaler Frachtflughafen und Firmenstandort.

## Kapazität
Der Flughafen verfügt über eine Start- und Landebahn mit einer Länge von 2134 Metern (7000 Fuß) und einer Breite von 30 Metern (100 Fuß), sie ist nun mit einem Airbus A 320 nutzbar. Sie ist mit einem PAPI-System (Precision Approach Path Indicator) ausgerüstet. Je nach Wetterverhältnissen steht eine weitere Asphaltbahn mit 610 Meter (2000 Fuß) Länge und 15 Meter (50 Fuß) Breite zur Verfügung.